# Cophixalus kaindiensis
Cophixalus kaindiensis är en groddjursart som beskrevs av Richard G. Zweifel 1979. Cophixalus kaindiensis ingår i släktet Cophixalus och familjen Microhylidae. IUCN kategoriserar arten globalt som otillräckligt studerad. Inga underarter finns listade i Catalogue of Life.